# Mantala tineoides
Mantala tineoides là một loài bướm đêm thuộc phân họ Arctiinae, họ Erebidae.